# Anophthalmus hitleri
Anophthalmus hitleri (лат.) — вид редких пещерных жуков-жужелиц (Carabidae) из подсемейства трехины (Trechinae, триба Trechini). Европа. Эндемичный обитатель пещер Словении (в долине реки Савиня между городами Веленье и Целе).

## Описание
Длина желтовато-коричневого тела — 5—5,5 мм. Голова и жвалы удлинённые (голова в 1,5 раза длиннее своей ширины). Пронотум шире головы, сужается сзади. Ноги длинные и тонкие. Слепые хищные жуки, питающиеся другими более мелкими троглобионтами. Вид в 1937 году описал немецкий коллекционер-энтомолог Оскар Шайбель, живший в 1933 году в Любляне и получивший первые экземпляры от местных коллекционеров. Шайбель назвал новый таксон в честь своего кумира Адольфа Гитлера, бывшего в то время канцлером Германии. Посвящение не осталось незамеченным, фюрер послал Шайбелю письмо с указанием своей благодарности.
Жук оказался на грани исчезновения из-за его популярности у правых экстремистов и неонацистов (цена на международном рынке насекомых доходит до 2100 долларов США), желающих иметь в своей коллекции единственный в мире живой объект, названный в честь их кумира. Даже после смерти жук подвергается разграблению — из Баварской государственной зоологической коллекции были похищены почти все экземпляры A. hitleri. В настоящее время вид охраняется законами Словении, и его коллекционирование запрещено.